# Skyros (pony)
De skyros is een ras van pony's dat oorspronkelijk afkomstig is van het Griekse eiland Skyros.

## Beschrijving
Deze Griekse pony's zijn slechts ongeveer een meter hoog (90–115 cm) en zien er vaak wat onderontwikkeld uit met steile schouders, koehakken en zwakke hals. De dieren zijn echter werkwillig en kunnen overleven onder zware omstandigheden. De meest voorkomende vachtkleuren zijn bruin en schimmel.

## Geschiedenis
Door langdurige isolatie op het eiland Skyros in de Egeïsche Zee ontwikkelden deze pony's een eigen uiterlijk. Er vond vrijwel geen fokselectie plaats door mensen. Ze leefden in halfwilde kuddes en wie een last- of rijdier nodig had, ving er een. In strenge winters werden ze soms bijgevoerd. Toen hun functie in de landbouw wegviel betekende dit ook een verlies aan belangstelling bij de bevolking. De bestanden zijn tegenwoordig niet groter dan ruim honderd pony's op het eiland plus enkele tientallen in een onderzoekcentrum aan de Aristoteles-universiteit van Thessaloniki en een klein aantal als rijpony's op Korfoe.

## Gebruik
Skyros-pony's werden gebruikt voor licht werk op het land, voor graan dorsen en worden tegenwoordig vooral gebruikt als kinderpony in het toerisme. In augustus worden traditionele paardenrennen gehouden met ongezadelde pony's.